# Alpkåpa
Alpkåpa (Alchemilla conjuncta) är en rosväxtart som beskrevs av Charles Cardale Babington. Enligt Catalogue of Life ingår Alpkåpa i släktet daggkåpor och familjen rosväxter, men enligt Dyntaxa är tillhörigheten istället släktet daggkåpor och familjen rosväxter. Arten förekommer tillfälligt i Sverige, men reproducerar sig inte. Utöver nominatformen finns också underarten A. c. truncata.

## Bildgalleri

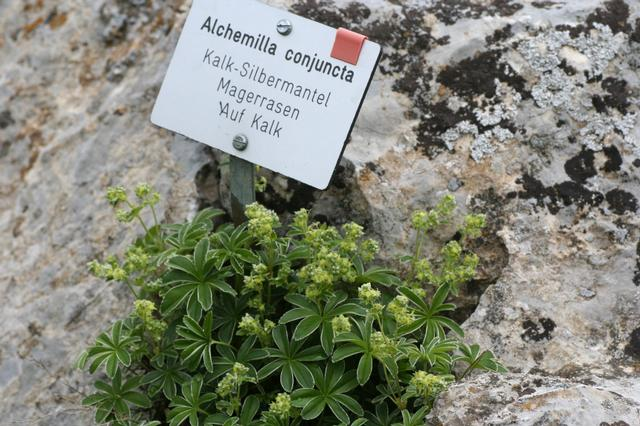
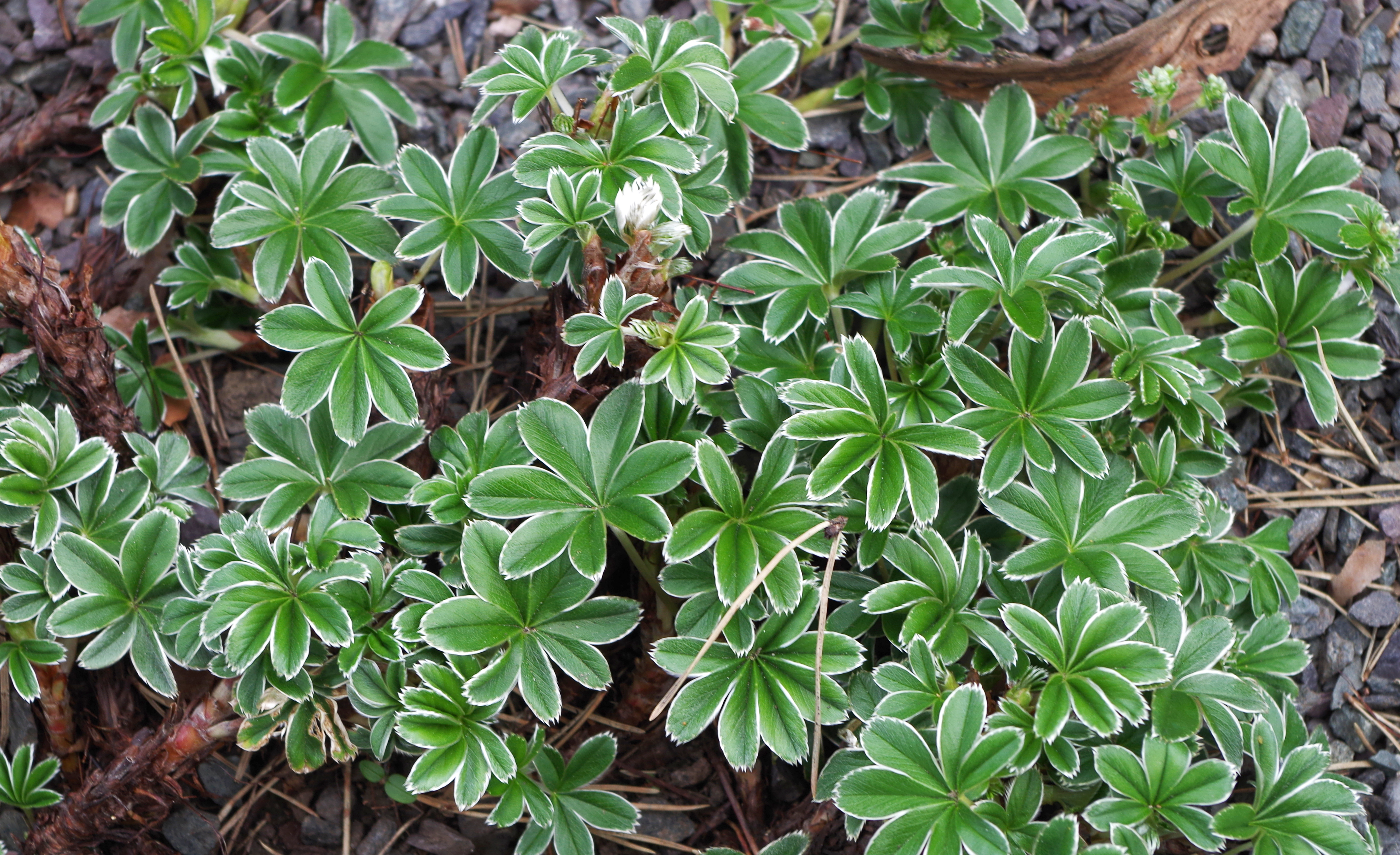